# Джоу Енлай
В това китайско име фамилията (Джоу) стои пред личното име.
Джоу Енлай (на китайски: 周恩來) е първият министър-председател на Китайската народна република, служил от октомври 1949 г. до смъртта си през януари 1976 г. Той служи заедно с председателя на Китайската комунистическа партия Мао Дзъдун и спомага за издигането на власт на Китайската комунистическа партия, консолидирането на контрола ѝ, образуването на външната политика и развиването на китайската икономика.
В качеството си на умел и способен дипломат, Джоу служи като външен министър на Китайската народна република от 1949 до 1958 г. Той подкрепя идеята за мирно съвместно съществуване със Запада, след застоя в Корейската война. Участва в Женевската конференция през 1954 г. и в Бандунгската конференция през 1955 г. и помага за организирането на визитата на Ричард Никсън в Китай през 1972 г. Спомага за изработването на политики относно тежките спорове със САЩ, Тайван, СССР, Индия и Виетнам.
Джоу оцелява след чистките на високопоставени държавни служители по време на Културната революция. Докато Мао посвещава повечето от късните си години на политическа борба и идеологическа работа, Джоу е основната движеща сила зад държавните дела по време на Културната революция. Опитите му да се намалят щетите нанасяни от Червеногвардейците и усилията му да защитава другите от гнева им го правят много популярен в късните етапи на Културната революция.
Когато здравето на Мао се влошава през 1971 и 1972 г. и след смъртта на Лин Бяо, Джоу е избран за първи заместник-председател на комунистическата партия от 10-ия Централен комитет през 1973 г. и е назначен за наследник на Мао, но все още се бори срещу Бандата на четиримата за контрол над Китай. Здравето на Джоу, обаче, се влошава и той умира осем месеца преди Мао, на 8 януари 1976 г. Масивната скръб на обществото в Пекин се превръща в гняв към Бандата на четиримата, което води до Тиенанмънския инцидент. Въпреки че Джоу е наследен от Хуа Гуофенг, съюзникът на Джоу, Дън Сяопин успява да надхитри Бандата на четиримата политически.

## Биография

### Ранен живот
Джоу Енлай е роден на 5 март 1898 г. в градски окръг Хуайан, провинция Дзянсу. Баща му, Джоу Инен принадлежи на древен феодален род, но не успява да се справя сам със занаята си и към момента на раждане на Енлай кланът Джоу търпи упадък. Баща му е принуден да работи на различни места из Китай за да свързва двата края. Енлай бива лишен от родителите си в ранна възраст и се възпитава от близки роднини в различни райони на Китай. Когато Джоу Енлай няма навършена и половин година, той е осиновен от Джоу Иген, бездетен и тежко болен от туберкулоза брат на баща му, който също живее в градски окръг Хуайан. Приемният баща скоро умира и Енлай остава под попечителството на вдовицата на чичо му, която му става приемна майка.
След като навършва 4 години, под грижите на приемната си майка Енлай започва да учи йероглифи и да чете класическите стихотворения на поетите от епохата Тан (618 – 907). На 5-годишна възраст тръгва на частно училище, учи наизуст дидактически съчинения за деца (сборници с афоризми). На 8 години Джоу Енлай е записан в частното училище на Гун Инсун (чичо му по майчина линия), който е привърженик на революционните възгледи. Чичото пробужда у младежа интерес към политическите събития. През пролетта на 1907 г. умира родната му майка, а след година умира и приемната му майка от туберкулоза.
През пролетта на 1910 г., когато Енлай е на 12 години, другият му чичо Джоу Иген го взема при себе си и го записва в училище. През октомври 1911 г., при първите известия за началото на Синхайската революция, Джоу Енлай си остригва косата, давайки пример на своите другари в знак на протест против династията Цин. През пролетта на 1913 г. 15-годишният Енлай е изпратен в Тиендзин, в семейството на леля си, където в средата на август успешно издържа изпитите за влизане в Нанкайското средно училище, в което се провеждали съвременни европейски и американски методи на обучение. В него той чете книгите на западноевропейските просветители: „Общественият договор“ на Жан-Жак Русо, „Духът на законите“ на Монтескьо и „Еволюция и етика“ на Томас Хъксли.
През 1917 г. Джоу Енлай с поддръжката на учители и приятели събира пари за обучение в Япония. Посвещава около половин година за изучаване на японски език, но не успява да постигне желаните резултати, за да мине успешно изпитите за 1-во токийско висше училище. Налага му се да продължи с подготовката си. В Япония научава за революционните събития в Русия и се запознава за пръв път със социалистическите идеи, сред които марксизма. Получавайки писмо от приятел, съобщаващо за предстоящото откриване на Нанкайския университет на базата на Нанкайското средно училище, Енлай решава да напусне Япония и да продължи образованието си в роден Китай и в края на април 1919 г. се връща в Тиендзин.
В Тиендзин Джоу Енлай веднага се включва в патриотическите представления на младежите, разгръщащи се след получаването на сведения за събитията от 4 май. През юни става редактор на „Вестник на Обединения съюз на учещите се в Тиендзин“. Първата му статия относно Движението от 4 май е препечатана от водещи вестници в града. Първоначално вестникът се издава веднъж на три дни, но скоро става ежедневник с тираж от 20 хиляди екземпляра. На 16 септември 1919 г. Джоу Енлай взема участие в създаването на „Общество за пробуждане на съзнанието“, където получава псевдонима „У Хао“ („Номер пети“), който впоследствие ползва неведнъж в революционната си публицистика. Манифестът на Обществото е написан от самия Джоу Енлай. В него се говори за необходимостта Китай да приключи с милитаризма, бюрокрацията, неравенството на половете, консервативното мислене и стария морал. На 21 септември по предложение на Енлай пред членовете на Обществото е поканен да излезе знаменития професор от Пекинския университет Ли Дачжао. През октомври, след масови арести по време на празненствата по случай годишнина от Синхайската революция, Обществото организира масови протести в Тиендзин, които принуждават полицията да пусне арестуваните на свобода. На 15 ноември на спешно заседание на Обществото, проведено под председателството на Джоу Енлай, е решено кръжокът да се превърне в бойна организация на младите хора. През декември 1919 г. Енлай, по това време избран за ръководител на Обединения съюз на учещите се в Тиендзин, при участие в други обществени организации в града организира общоградски бойкот на японските товари. През януари 1920 г. групата, оглавявана от Енлай, опитвайки се да предаде антияпонска петиция на губернатори на провинция Хъбей, е арестувана.
В затвора Джоу Енлай поддържа дисциплината сред своите другари, организира политически инициативи и дискусии по актуални обществени и политически въпроси. Публичните изслушвания по делото на Джоу Енлай от юли 1920 г. пораждат голям интерес в града и на 17 юли съдът съобщава, че освобождава Джоу Енлай и другарите му, поради изтичане на срока на заключване. Поради престоя си в затвора, Енлай е изключен от Нанкайския университет и по-късно решава да продължи образованието си във Франция в рамките на частично субсидирана от правителството програма. Бидейки известен журналист и редактор в Тиендзин, Енлай успява да получи съгласието на местния влиятелен вестник „Ишибао“ да го представя в Европа, разчитайки, че полученият от вестника хонорар може да му помогне материално на първо време.

### Живот в Европа
На 13 ноември 1920 г. Енлай пристига в Марсилия, откъдето с влак тръгва към Париж, където се настанява в евтин хотел в Латинския квартал. Успява да се уреди на работа в автомобилен завод на Рено, след което няколко месеца работи във въглищна мина в Лил и в металургически завод в Сен Шамон близо до Лион. През пролетта на 1921 г. Джоу Енлай е приет за член на парижката комунистическа група – една от осем комунистически клетки, впоследствие обединени в Китайската комунистическа партия. Докато е в Европа, Енлай посещава Франция, Германия и Англия и постоянно пише репортажи за вестник „Ишибао“, като така информира китайските читатели за актуалните събития по света. Китайската комунистическа клетка получава покана да изпрати делегати на Първия национален конгрес на Китайската комунистическа партия (юли 1921 г.), но поради технически причини тя не успява да присъства.
През март 1922 г. Джоу Енлай отива в Берлин, където скоро основава германска клетка на Китайската комунистическа партия. През май предлага проект на устав на новата организация, предлагащ названието „Комунистическа партия на китайската младеж, живееща в Европа“, която е учредена година по-късно. През октомври 1922 г. в Берлин Енлай се запознава с известния генерал Чжу Де и му дава препоръка да встъпи в КПК. След решението на КПК да сътрудничи с Гоминдан, на 25 ноември 1923 г. в Лион учредителното събрание на Европейското отделение на Гоминдан избира Джоу Енлай за свой ръководител. Заедно с тях той създава европейската организация на КПК и европейско отделение на младежката комунистическа организация на китайците, има пряко участие в създаването на печатните органи на тези организации – списанията „Шаонян“ и „Чигуан“ и ги публикува в тях множество статии в периода 1922 – 1924 г.
В Европа тежките условия на живот учат Джоу на скромен живот. Въпреки това, той е ерудиран и образован човек, владее английски, френски и немски език. През лятото на 1924 г. по настояване на ЦК на КПК той се прибира обратно в Китай.

### В съюз с Гоминдан
В началото на октомври Джоу Енлай става временен глава на партийния комитет в провинция Гуандун, както и ръководител на военния отдел и пропагандния отдел. Той съставя дружини за работна и селска самоотбрана, излиза на митинги и събрания за подкрепа на революционното правителство на Сун Ятсен и мобилизация на сили за съпротивление срещу контрареволюцията. Скоро е изпратен в Академията Вампу, подготвяща кадри за армията на революционното правителство на Южен Китай, а през ноември става началник на политическия отдел на Академията. По време на първия и втория Източни походи Енлай е на преден пост с курсанти от Академията и участва в бойните действия. В същото време взема участие в работата на редовните конгреси на КПК и Гоминдан. Там той се запознава с друг виден китайски революционер, Мао Дзъдун, който по това време е член на ЦК на КПК.
През 1925 г. Джоу е произведен в чин генерал-майор, поради прякото му участие в боевете с войските на местния милитарист Чен Цзюмин, ръководството на политическите отдели на военните части и съединената национално-революционна армия.
След военния преврат от 20 март 1926 г., Чан Кайшъ разпорежда уволнението на всички комунисти от офицерския корпус на национално-революционната армия. След това Джоу Енлай става началник на специални курсове по политическа подготовка – болшинството от завършилите тези курсове бива изпратени от Енлай в отделен полк под командването на Е Тин. През декември 1926 г. по разпореждане на КПК Енлай е командирован в Шанхай и постъпва на работа като завеждащ организационния отдел на ЦК на КПК и член на военния комитет на ЦК на КПК. На 21 март 1927 г. на въстаналия пролетариат се отдава възможността да превземе властта в Шанхай и в продължение на три седмици да удържи града в свои ръце до пристигането на частите на национално-революционната армия. Влизайки с войските си в града на 12 април, Чан Кайшъ започва клане над въстаниците. Енлай успява да се спаси, а за главата му е обявено голямо възнаграждение.
Като ръководител на военния отдел на ЦК на КПК Джоу Енлай заедно с Е Тин, Чжу Де и Хе Лун оглавява Нанчанското въстание от 1 август 1927 г. с частите, запазили верността си към революцията. Обаче, въстанието е провал. Част от въстаниците, сред които е и Енлай, се оттегля на юг, в провинция Гуандун, където се намира революционна база, а друг отряд начело с Чжу Де се оттегля в провинция Хунан, където се присъединява към групата на Мао Дзъдун. Въпреки провала на бунта, през ноември 1927 г. на извънредно заседание на ЦК на КПК Джоу Енлай е избран за член на Политбюро на ЦК на ККП.
През първата половина на 1928 г. Джоу Енлай със съдействието на Коминтерна нелегално отива в СССР, където през юни-юли се състои 6-ия конгрес на КПК. Там той е избран за кандидат за член на Изпълнителния комитет на Коминтерна. През октомври пак нелегално се връща в Шанхай и се заема с организиране на дейността на КПК в нова обстановка.
На 17 ноември 1931 г. на първия Общокитайски конгрес с представители от съветските райони на Китай Джоу Енлай е избран за член на Централния изпълнителен комитет на Китайската съветска република и става член на Революционния ѝ съвет. През есента на 1932 г. е назначен за политкомисар на Червената армия (по-рано този пост е заеман от Мао Дзъдун). През януари 1934 г. на втория Общокитайски конгрес с представители от съветските райони Джоу Енлай е избран за заместник-председател на Революционния военен съвет. През 1934 – 1935 г. като началник на щаба Енлай участва Дългия марш на китайските комунисти.
Към края на 1936 г. в Сиан генералите Чжан Сюелян и Ян Хучен се разбунтуват и арестуват Чан Кайшъ и изискват от него незабавно създаване на единен фронт с комунистите за съвместна борба против японците (Сиански инцидент). Именно Джоу Енлай е изпратен бързо за мирното регулиране на инцидента. Скоро след това Енлай става представител на КПК за преговорите с правителството на Чан Кайшъ за единен антияпонски фронт.
Когато Китай е завладян от японците в края на 1937 г., Джоу се залавя с организирането на голям брой китайски интелектуалци и дейци на изкуството да поощряват съпротивлението срещу японците. По време на окупацията той работи с националистическото правителство в изнание срещу японците. Битката за Тайерчжуан, спечелена от националистите с помощта на Енлай и комунистите под негово управление, е голям успех. Убити са около 20 000 японци, а Енлай организира едноседмично празненство по случая, като в парадите участват между 400 000 и 500 000 души.
След саморазпускането на Коминтерна през май 1943 г. Енлай е подложен на неоснователна критика от КПК за привързаност към Гоминдан. През март 1944 г. на Енлай се налага да излезе с дълга самокритика по време на Чженфън. През ноември 1944 г. Джоу Енлай отново е изпратен в качеството си на представител на КПК за преговори с Гоминдан (представян от Чжан Цюн) с посредничество на САЩ.
През август 1947 г. Джоу Енлай е назначен за заместник-председател на Военния съвет на ЦК на КПК и изпълнителен началник на Генералния щаб на Народната освободителна армия на Китай. Участва в ръководството на големите ѝ операции в периода 1948 – 1949 г. През март 1949 г. Енлай оглавява делегацията на КПК на мирните преговори с делегацията на Гоминдан за прекратяване на гражданската война.

### Дипломат и държавник
След провъзгласяването на Китайската народна република на 1 октомври 1949 г. Джоу Енлай е назначен за премиер на Държавния административен съвет и министър на външните работи в държавата. Благодарение на него, китайската дипломация постига значителни успехи – в съвременната китайска и западна историография Енлай се счита за инициатор на „петте принципа на мирното съвместно съществуване“. Към началото на 1950-те години международното влияние на Китай е изключително ниско. Корейската война силно изостря международното положение на Китай, като фиксира САЩ като враг, потвърждавайки, че Тайван ще остане извън контрола на Китай и че Китай ще остане извън ООН в обозримо бъдеще. Ранните усилия на Джоу за подобряване на престижа на КНР включват набирането на изтъкнати китайски политици, капиталисти, интелектуалци и военни лидери, които нямат връзка с комунистическата партия.

#### Дипломация с Индия
Първите дипломатически успехи на Джоу са резултат от успешното поддържане на добра връзка, основаваща се на взаимно уважение, с първия министър-председател на Индия след добиването на независимостта ѝ, Джавахарлал Неру. Чрез дипломацията си, Джоу успява да убеди Индия да признае китайската окупация на Тибет през 1950 – 1951 г. По-късно Индия е убедена да съдейства като неутрален посредник между Китай и САЩ по време на различни тежки фази около Корейската война.

#### Корейската война
Когато избухва Корейската война през юни 1950 г., Джоу е в процес на демобилизация на половината от 5,6-те милиона войници на Китайската освободителна армия под ръководството на ЦК. Джоу и Мао дискутират възможността за американска намеса срещу Ким Ир Сен през май и предупреждават Ким да внимава в случай на нападение срещу Южна Корея, но Ким отказва да приеме забележките сериозно. Когато САЩ изпраща своя Седми флот в Тайванския проток, Джоу критикува както САЩ, така и ООН, определяйки инициативата като „въоръжена агресия на китайска територия“.
Макар ранният успех на Ким във войната да го кара да си мисли, че ще я спечели към края на август, Джоу и Мао са по-песимистично настроени. За да се противопостави на възможността на американско нахлуване в Северна Корея или Китай, Джоу осигурява въздушната помощ на Съветския съюз и разгръща 260-хилядна армия по севернокорейската граница. След това заповядва да се проведат топографски проучвания, за да се оцени военното положение и възможността за американски десант. установено е, че Макартър най-вероятно ще десантира при Инчон.
На 15 септември Макартър прави десант в Инчон, срещайки малко съпротива, и завзема Сеул на 25 септември. След това нанася тежки удари върху севернокорейските танкове и артилерия. На 30 септември Джоу предупреждава САЩ, че „китайският народ няма да толерира чужд агресия, нито лениво ще толерира империалистическо нахлуване при съседите си“.
на 1 октомври южнокорейски части преминават 38-ия паралел в Северна Корея. Сталин отказва да се замесва пряко в конфликта, а Ким изпраща неистови молби към Мао да му изпрати военна помощ. Мао и Джоу подкрепят решението Китай да изпрати военно помощ независимо от големината на американските сили. Едва през март 1951 г. Сталин се съгласява да предостави военна техника на Китай, както и защита на въздушното пространство на страната, но без сухопътни войски.
На 18 октомври 1950 г. Джоу се среща с Мао и нареждат на 200 000 китайски войници да влязат в Северна Корея на 25 октомври. След като се консултира със Сталин, на 13 ноември Мао назначава Джоу за главнокомандващ на Народната доброволческа армия, специално звена на Народната освободителна армия.
Към юни 1951 г. войната достига застой около 38-ия паралел и двете страни се съгласяват да преговарят. Джоу води преговорите за примирие, които започват на 10 юли. Те продължават две години до юли 1953 г. Корейската война е последното военно задължение на Джоу Енлай.

#### Дипломация с комунистическите съседи на Китай
След смъртта на Сталин на 5 март 1953 г., Джоу отива в Москва за погребението. Докато е в Москва, Джоу получава значително уважение от съветските държавни служители, като му е позволено да стои редом до новите вождове на СССР: Вячеслав Молотов, Никита Хрушчов, Георгий Маленков и Лаврентий Берия. Петимата стоят директно зад превоза, носещ ковчега на Сталин. Дипломатическите усилия на Джоу в Москва се отплащат скоро след това, когато през 1954 г. Хрушчов посещава Пекин по случай петата годишнина от създаването на КНР.
През 1950-те години Джоу Енлай работи за затвърждаването на икономическите и политическите връзки между Китай и други комунистически страни. През 1952 г. подписва икономическо и културно споразумение с Монголската народна република, като така де факто признава независимостта на т.нар. Външна Монголия. Той, също така, работи по споразумение с Ким Ир Сен, за да помогне при възстановяването на следвоенната севернокорейска икономика. Следвайки целта на мирната дипломация, Джоу води приятелски разговори с министър-председателя на Бирма, У Ну, и поощрява китайски усилия за изпращането на доставки на виетнамските бунтовници на Хо Ши Мин, познати като Виетмин.

#### Женевска конференция
През април 1954 г. Енлай пристига в Швейцария, за да присъства на Женевската конференция, която е свикана, за да се уреди Индокитайската война. Той помага на големите замесени сили (Франция, Северен Виетнам, СССР и САЩ) да изгладят края на войната.
По време на едно ранно събрание в Женева, Джоу се озовава в същата стая с изявения антикомунист и американски държавен секретар Джон Фостър Дълес. След като Джоу любезно му предлага да си стиснат ръцете, Дълес грубо му обръща гръб и излиза от стаята, казвайки „не мога“. Джоу превръща момента от възможно унижение в малка победа като само свива рамене на поведението му. Джоу успешно контрира настояването на Дълес Китай да няма място на сесиите. Джоу показва китайската цивилизованост като обядва с британския актьор Чарли Чаплин, който по това време също живее в Швейцария.

#### Бандунгска конференция
През 1955 г. Джоу е важен участник в Бандунгската конференция, проведена в Индонезия. Това е среща на 29 африкански и азиатски държави, организирана от Индонезия, Бирма, Пакистан, Шри Ланка и Индия с цел основно да се поощрява афро-азиатската икономическа и културна кооперация и да се опонира на колониализма и неоколониализма както от САЩ, така и от СССР по време на Студената война. На конференцията Джоу умело поставя неутрален тон, който кара САЩ да изглежда като сериозна заплаха за мира и стабилността в региона. Той се оплаква, че докато Китай работи за „световен мир и прогрес на човечеството“, „агресивни кръгове“ в САЩ активно подпомагат националистите в Тайван и планират да превъоръжат Япония. Той широко бива цитиран за забележката си, че „населението на Азия никога няма да забрави, че първата атомна бомба се взривява на азиатска почва“.
По пътя си към конференцията е направен опит за убийство срещи Джоу, когато бомба бива поставена на индийския самолет Kashmir Princess, пътуващ от Хонконг за Джакарта. Джоу избягва бомбата като сменя самолета си в последната минута, но 11 от пасажерите умират при взрива, а трима оцеляват. Според някои сведения, Джоу научава за бомбата, след като е бил предупреден за плана от собствените си разузнаватели. След инцидента, Джоу обвинява Гоминданското разузнаване и използва случая за да стопли връзката на Китай с Великобритания и да отдалечи Великобритания от Тайван. Официалната причина за отсъствието на Джоу от самолета, обаче, е че той е бил принуден да промени графика си, поради операция на апендицит.
След Бандунгската конференция международната политическа ситуация на Китай започва постепенно да се подобрява. Същевременно, американската позиция на икономически и политически бойкот на КНР започва да избледнява. През 1971 г. КНР получава място в ООН.

#### Позиция спрямо Тайван
Когато КНР е основана на 1 октомври 1949 г., Джоу уведомява всички правителства, че ако искат да имат дипломатичен контакт с КНР, те трябва да прекъснат връзките си с лидерите от бившия режим в Тайван и да поддържат искането на КНР за място в ООН. Това е първият документ за външната политика, издаден от новото правителство. Към 1950 г. КНР има дипломатически отношения с другите комунистически страни и с още 13 некомунистически страни. но преговорите със Запада са неуспешни.
Джоу излиза от Бандунгската конференция с репутация на гъвкав и широкоскроен дипломат. Признавайки, че САЩ биха подкрепили независимостта на Тайван с военна сила, Джоу убеждава правителството си да прекрати обстрела над Цзинмен и Мацзу и да търси дипломатична алтернатива на конфронтацията. През май 1955 г. Джоу обявява, че КНР ще търси „освобождение на Тайван чрез мирни средство, доколкото е възможно“. Когато тайванският въпрос бива повдиган от чуждестранни държавници, Джоу казва, че Тайван е част от Китай и че разрешението на конфликта с Тайван е вътрешно дело.
След като Джоу се оттегля от поста си на министър на външните работи в полза на Чен И, генерал с малко дипломатически опит, дипломатическите части на КНР намаляват драстично.

#### Шанхайско комюнике
Към началото на 1970-те години отношенията между Китай и САЩ започват да се подобряват. През 1971 г. Джоу Енлай се среща тайно със съветника по националната сигурност на президента Никсън, Хенри Кисинджър, който е в Китай, за да се подготви за срещата между Никсън и Мао.
Сутринта на 21 февруари 1972 г. Ричард Никсън пристига в Пекин, където е посрещнат от Джоу и по-късно среща в Мао. Дипломатическата цел на визитата на Никсън се осъществява на 28 февруари в т.нар. Шанхайско комюнике, което обобщава позициите на двете страни, без да се опитва да ги разрешава. Двете страни де факто се съгласяват да са несъгласни по въпросите с Корея, Виетнам и Тайван. Затварящите части на Шанхайското комюнике окуражават по-нататъшните дипломатически, културни, икономически, научни и други обмени и подкрепят намеренията на двете страни към облекчаване на напрежението в Азия и по света.

#### Големият скок напред
През 1958 г. Мао Дзъдун дава начало на Големия скок напред, който цели да увеличи производството в промишлеността и селското стопанство на Китай чрез нереалистични цели. Към началото на 1960-те години престижът на Мао съвсем не е толкова висок, колкото е бил преди. Неговите икономически политики през 1950-те години се провалят, а той развива начин на живот, който не е добре приеман от много от старите му колеги. Комбинацията от личната му ексцентричност и провалите на политиките му водят до критики от революционери като Лю Шаоци, Дън Сяопин, Чен Юн и Джоу Енлай, които все по-рядко споделят ентусиазъм за присъствието му или за възгледите му на постоянна революционна борба.

#### Културната революция
Културната революция, обявена през 1966 г., дава на Мао силата и влиянието да изчисти партията от политическите си врагове от най-високо ниво. Много от високопоставените членове на партията, които споделят съмненията на Джоу относно посоката на Мао, сред които Лю Шаоци и Дън Сяопин, са премахнати от постовете им почти веднага.

#### Политическо оцеляване
Скоро след като са отстранени, Джоу започва да твърди, че Лю Шаоци и Дън Сяопин трябва да бъдат назначени обратно на работа, но идеята не се харесва на Мао и Лин Бяо. Джоу бива заплашен, че е възможно той също да бъде счетен за противник на революцията, ако не следва линията на Мао. След заплахата да последва съдбата на другарите си, ако не подкрепя Мао, Джоу спира с критиките си и започва да работи повече с кликата си.
Джоу подкрепя основаването на радикални червеногвардейски организации през октомври 1966 г. През септември 1968 г. Джоу откровено описва стратегията си за политическо оцеляване пред японски парламентарни служители в Пекин: „личните убеждения трябва да напредват или да се оттеглят, според посоката на мнозинството“. Когато е обвинен, че е недостатъчно ентусиазиран от лидерството на Мао, той се самообвинява в „лошо разбиране“ на маоистките теории. Джоу започва да помага на Мао и ограничава критиките си до лични разговори.
Въпреки че Джоу избягва пряко преследване, той не успява да спаси много от близките си от Културната революция. Доведената му дъщеря, Сун Уейши, умира след седем месеца изтезания от червеногвардейците. След края на Културната революция, постановките на Сун са представяни като критикуващи Бандата на четиримата, които са смятани от мнозина за причината за смъртта ѝ.
През следващото десетилетие Мао основно разработва политики, докато Джоу ги изпълнява, опитвайки се да уравновеси някои от ексцесиите на Културната революция. Въпреки усилията си, неспособността да предотврати много от събитията в хода на Културната революция е голям удар за Джоу. През последните години на живота си, умението на Джоу да изпълнява политиките на Мао е толкова добро, че практическото му значение е достатъчно да го спаси, когато Джоу бива политически застрашен. Той става мишена на политически кампании, оркестрирани от Мао и Бандата на четиримата, която счита Джоу за един от основните си противници.

### Болест и смърт
През ноември 1972 г. Джоу е диагностициран с рак на бъбреците. Неговият медицински екип съобщава, че с лечение той има 80 – 90% шанс за възстановяване, но медицинското лечение за високопоставени партийни членове трябва да бъде първо одобрено от Мао. Мао заповядва Джоу и жена му да бъде уведомявани за диагнозата и да не се провеждат повече прегледи или операции. Към 1974 г. Джоу вече има значително кървене в урината. След натиск от други китайски лидери, които са узнали за състоянието на Джоу, Мао накрая нарежда хирургическа операция да бъде проведена през юни 1974 г., но кървенето се завръща след няколко месеца, което сочи към метастаза на рака в други органи. Редица от операции през следващата година и половина се провалят в овладяването на рака. Джоу продължава да работи по време на престоите си в болницата. Последното му публично появяване е на първата среща на 4-тия национален народен конгрес на 13 януари 1975 г., където представя доклад за работата на правителството. Джоу Енлай умира от рак сутринта на 8 януари 1976 г. на 77-годишна възраст.
След смъртта на Джоу Мао не прави изявления относно постиженията или приносите на Джоу и не изпраща съболезнования на вдовицата му, която също е високопоставен член в партията. Мао забранява на служителите си да носят черни траурни ленти. Той не изпраща и венец на погребението. Въпреки отношението на Мао, настава общонароден траур в Китай. Смъртта на Джоу показва наяве почитта, която населението има към него, и статутът му като символ на стабилността. Погребална церемония не се състои, тъй като Джоу Енлай желае прахът му да бъде разпръснат сред хълмовете и реките на родния му град, а не да бъде съхраняван в мавзолей.